# Амистад (филм)
Амистад (енгл. Amistad) је америчка историјска драма из 1997. године. Филм је режирао Стивен Спилберг, а заснован је на истинитом догађају, побуни робова на шпанском броду Амистад. Филм је номинован за Оскара у четири категорије.

## Радња
Утемељен на истинитој причи, овај је филм хроника невероватног путовања групе робова из Африке, који преузимају контролу над бродом својих поробљивача у покушају да се врате својим домовима. Kада је брод Ла Амистад, преотет, заробљеници су одведени у САД, где су оптужени за убиство и у затвору чекају разрешење своје даље судбине.

## Улоге
| Глумац           | Улога                 |
| ---------------- | --------------------- |
| Морган Фримен    | Теодор Џодсон         |
| Ентони Хопкинс   | Џон Квинси Адамс      |
| Метју Маконахеј  | Роџер Шерман Болдвин  |
| Џимон Хансу      | Сенгбе Пих            |
| Стелан Скарсгорд | Луис Тапан            |
| Ана Паквин       | Изабела II од Шпаније |
| Хари Блекмун     | судија Џозеф Стори    |
| Најџел Хоторн    | Мартин Ван Бјурен     |
| Кастуло Гуера    | шпански свештеник     |